# .ba
.ba е интернет домейн от първо ниво за Босна и Херцеговина. Администрира се от Университетския център по телеинформация (на босненски: Univerzitetski teleinformatički centar). Представен е през 1996 г.

## Домейни от второ ниво
- .org.ba
- .net.ba
- .edu.ba
- .gov.ba
- .mil.ba
- .unsa.ba
- .untz.ba
- .unmo.ba
- .unbi.ba
- .unze.ba